# The Hunger Games: Catching Fire
The Hunger Games: Catching Fire is een Amerikaanse sciencefictionfilm uit 2013, gebaseerd op het gelijknamige boek van Suzanne Collins. Het is de tweede film in De Hongerspelentrilogie en de opvolger van The Hunger Games uit 2012.

## Verhaal
Het verhaal gaat verder met Katniss Everdeen die in het bos aan het jagen is terwijl ze denkt aan de ellende die haar die middag te wachten zal staan, het begin van de Zegetoer.
Ook al wonen zij, haar moeder en haar zusje Prim nu in de Winnaarswijk, het oude huis in de Laag blijft ze nog steeds als haar thuis voelen. Ze komt er nog vaak, net als Buttercup (Nederlands = Boterbloem) de kat van Primrose.
Nadat ze bij Haymitch Abernathy thuis is geweest om hem op tijd wakker te krijgen voor de Toer en hem illegaal gestookte drank te brengen (ze vindt namelijk dat ze voor altijd bij hem in het krijt zal staan, omdat hij de mentor van Peeta en haar was tijdens de Spelen), gaat ze terug naar huis. Tot haar grote ongenoegen blijkt president Coriolanus Snow bij haar thuis te zijn. Hij is ervan overtuigd dat er een opstand op het punt van uitbreken staat in Panem, en dat Katniss daar de oorzaak van is. En om dat de kop in te drukken, wil hij dat Katniss de wereld ervan overtuigt dat het echt een daad uit liefde was, en niet een daad uit rebellie. Het belangrijkste daarvan is vooral dat ze hém overtuigt.
De zegetoer van Katniss en Peeta begint in District 11, het district van de tributen Rue en Thresh. Omdat Rue uit District 11 kwam, heeft het bezoek voor Katniss een extra randje gekregen. Bijna het hele team is niet erg blij om in District 11 te zijn. Effie Prul, hun begeleidster, vindt dat ze als gevangenen worden behandeld. Katniss voelt zich ook als een gevangene. Op het podium van District 11 flappen Peeta en Katniss er allebei een hoop dingen uit, die bij het Capitool niet in goede aarde zullen vallen. Als gevolg wordt er een oude man doodgeschoten, plus nog twee anderen in een ander district. Later neemt Haymitch Peeta en Katniss apart, en is Peeta laaiend omdat Haymitch en Katniss hem niets verteld hebben over de situatie.
De Zegetoer eindigt in het Capitool, bij een interview met Caesar Flickerman, de eeuwige presentator van de Hongerspelen. Tijdens het interview doet Peeta Katniss een huwelijksaanzoek, om zo verliefd mogelijk te lijken. Heel Panem is verrukt. De president komt ze hoogstpersoonlijk feliciteren. Maar Katniss en Peeta hebben hem niet overtuigd.
Wat later vindt er een feest plaats in de villa van de president. Hier leert Katniss de nieuwe Hoofdspelmaker kennen, Plutarch Heavensbee. Met behulp van een horloge, één met een spotgaai erin gegraveerd, licht hij een tipje van de sluier op wat de arena betreft.
De volgende editie van de Hongerspelen is de 75ste, een jubileumjaar: zoals elke kwarteeuw is er dan een bijzondere editie, de zogeheten Kwartskwelling. Daarbij zijn er altijd afwijkende regels. In dit geval worden de tributen gekozen uit de voorgaande winnaars. Katniss moet opnieuw de arena in, omdat zij de enige vrouwelijke winnaar is van District 12. Haymitch wordt ook getrokken, maar Peeta biedt zich aan als vrijwilliger, om Katniss te beschermen. Katniss weet dat het Capitool haar hier niet levend uit zal laten komen, maar ze wil alles op alles zetten om in ieder geval Peeta te redden.
Rebellen redden Katniss uit de arena. Tot haar verdriet hebben deze Peeta er echter achter moeten laten. Hier eindigt de film met een beeld van de pin met de spotgaai die zijn vleugels uitslaat.

## Rolverdeling
| Acteur                  | Personage                 | Opmerkingen                                          |
| ----------------------- | ------------------------- | ---------------------------------------------------- |
| Jennifer Lawrence       | Katniss Everdeen          | District 12                                          |
| Josh Hutcherson         | Peeta Mellark             | District 12                                          |
| Woody Harrelson         | Haymitch Abernathy        | District 12                                          |
| Liam Hemsworth          | Gale Hawthorne            | District 12                                          |
| Elizabeth Banks         | Effie Trinket             | Begeleidt Katniss en Peeta opnieuw naar het Capitool |
| Lenny Kravitz           | Cinna                     | Stylist                                              |
| Sam Claflin             | Finnick Odair             | District 4                                           |
| Jena Malone             | Johanna Mason             | District 7                                           |
| Donald Sutherland       | President Coriolanus Snow | Dictator                                             |
| Willow Shields          | Primrose Everdeen         | Jongere zus van Katniss                              |
| Paula Malcomson         | Katniss' moeder           | District 12                                          |
| Stanley Tucci           | Caesar Flickerman         | Presentator van de show rond "De Hongerspelen"       |
| Philip Seymour Hoffman  | Plutarch Heavensbee       | Nieuwe Spelmaker, na de dood van Seneca Crane        |
| Amanda Plummer          | Wiress                    | District 3                                           |
| Lynn Cohen              | Mags                      | District 4                                           |
| Meta Golding            | Enobaria                  | District 2                                           |
| Patrick St. Esprit      | Romulus Thread            | nieuwe hoofdvredebewaker, na de dood van Cray        |
| Bruno Gunn              | Brutus                    | District 2                                           |
| Alan Ritchson           | Gloss                     | District 1                                           |
| Maria Howell            | Seeder                    | District 11                                          |
| Stephanie Leigh Schlund | Cashmere                  | District 1                                           |
| Jeffrey Wright          | Beetee                    | District 3                                           |

## Muziek
De filmmuziek werd gecomponeerd door James Newton Howard. Deze muziek werd ook uitgebracht op een soundtrackalbum door Republic Records. Er werd ook een soundtrackalbum uitgebracht met de muziek van diverse artiesten. De leadsingle bij de film is het nummer "Atlas" geschreven en uitgevoerd door de Britse band Coldplay. Ook Sia bracht samen met The Weeknd & Diplo een nummer uit voor de film: "Elastic heart". Christina Aguilera bracht de single "We Remain" uit en deze werd ook gebruikt in een van de laatste trailers.